# 803.
◄ | 8. stoljeće | 9. stoljeće | 10. stoljeće | ►
◄ | 770-ih | 780-ih | 790-ih | 800-ih | 810-ih | 820-ih | 830-ih | ►
◄◄ | ◄ | 800. | 801. | 802. | 803. | 804. | 805. | 806. | ► | ►►
Astronomija • Književnost • Kršćanstvo • Pravo • Promet

## Događaji
- Nikefor I., bizantski car i Karlo Veliki, franački vladar i car Svetog Rimskog Carstva, dogovorili granicu između svojih država.
- Bizant je priznao neovisnost Mletačke Republike.
- Bugarski kan Krum započeo teritorijalnu ekspanziju svoje države.
- Osnovan restoran Stiftskeller St. Peter, koji se smatra najstarijim danas poslujućim restoranom u Srednjoj Europi.

## Rođenja
- Ema Altdorfska, istočnofranačka kraljica, žena Ludviga Njemačkog (približni datum)

## Smrti
- 9. kolovoza – Irena Atenska, bizantska carica
- Kardam, bugarski kan (približni datum)

## Vanjske poveznice
|  | Zajednički poslužitelj ima još gradiva o temi 803. |